# Djävulens öga
Djävulens öga är en svensk komedifilm från 1960 med manus (efter en pjäs av Oluf Bang) och regi av Ingmar Bergman. I huvudrollerna ses Jarl Kulle, Bibi Andersson, Nils Poppe och Gertrud Fridh.

## Handling
Djävulen har på grund av en kyrkoherdes dotters oskuldsfullhet drabbats av en vagel i ögat, så han sänder upp Don Juan för att få ändring på den saken. Allt går dock inte riktigt som planerat.

## Om filmen
Filmen hör inte till Bergmans favoritprojekt då han i boken Bilder (1990) skrev:
Bolaget hade köpt en dammig dansk komedi som hette ”Don Juan kommer tillbaka”. Dymling (Carl Anders Dymling, Svensk Filmindustris chef på den tiden) och jag ingick en skamlig överenskommelse. Jag ville iscensätta ”Jungfrukällan” som han avskydde. Han ville att jag skulle ta mig an ”Djävulens öga” som jag avskydde. Vi var båda mycket belåtna med vår överenskommelse och ansåg att vi hade lurat varandra. I själva verket hade jag bara lurat mig själv.

## Rollista i urval
- Jarl Kulle - Don Juan
- Bibi Andersson - Britt-Marie
- Stig Järrel - Satan
- Nils Poppe - kyrkoherden
- Gertrud Fridh - fru Renata
- Sture Lagerwall - Pablo, Don Juans betjänt
- Georg Funkquist - greve Armand de Rochefoucauld
- Gunnar Sjöberg - markis Giuseppe Maria de Macopanza
- Torsten Winge - den gamle mannen
- Axel Düberg - Jonas
- Kristina Adolphson - den beslöjade kvinnan
- Allan Edwall - örondemonen
- Ragnar Arvedson - vaktdemonen
- Gunnar Björnstrand - skådespelare